# Grecoska barnhemmet

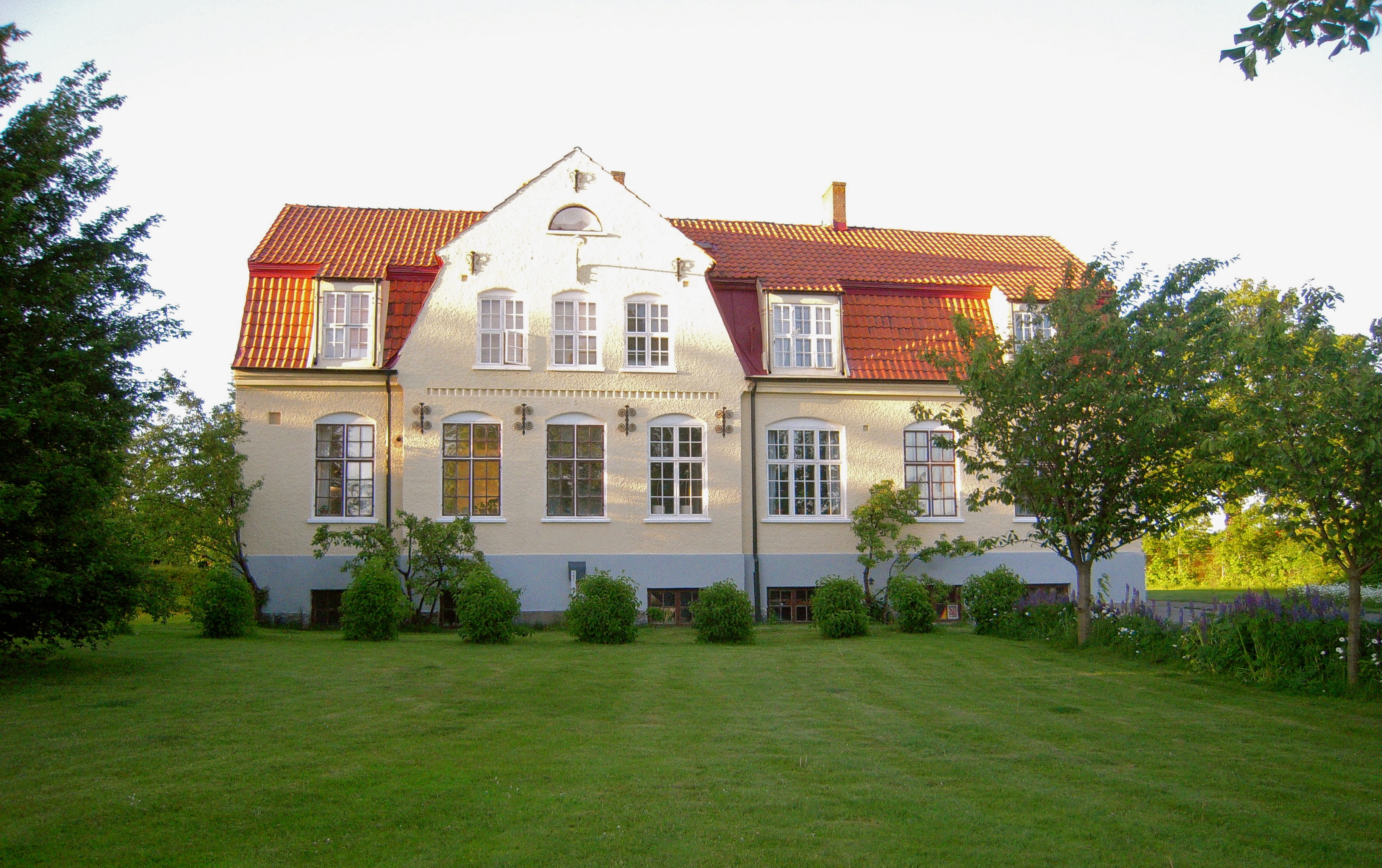
Grecoska barnhemmet.

Grecoska barnhemmet i Svedala byggdes efter Holger Christian Grecos testamente 12 år efter hans död 1876. 
Det var den första småbarnsskolan för föräldralösa barn i Svedala. Fastigheten Annedal anlades vid Långgatan som möjliggjordes med bidrag från donationsfonden missionsföreningen och fröken Christoffersson. En tid efter det blev barnhemmet för litet för antalet barn. Därefter flyttades ett antal barn till fattigvården i Tittente 1895–1915. 1914 beslöt kyrkoherde E. Palmkvist med kommunalnämnden att återuppta Svedalas barnhemsverksamhet. Till det Grecoska barnhemmet emottogs först barn mellan 2 och 14 inom Malmöhus och Svedala köping och landskommun. Verksamheten firades och prisbelönades 1925 med Patriotiska sällskapets guldmedalj i andra storleken. Grecos barnavård upphörde 1951 då fastigheten köptes av Föreningsvaror AB.